# Maclurodendron pubescens
Maclurodendron pubescens är en vinruteväxtart som beskrevs av Thomas Gordon Hartley. Maclurodendron pubescens ingår i släktet Maclurodendron och familjen vinruteväxter. Inga underarter finns listade i Catalogue of Life.